# Nueva Jiménez Lote 11
Nueva Jiménez Lote 11 är en ort i Mexiko.   Den ligger i kommunen Comondú och delstaten Baja California Sur, i den västra delen av landet, 1 400 km väster om huvudstaden Mexico City. Nueva Jiménez Lote 11 ligger 64 meter över havet och antalet invånare är 174.
Terrängen runt Nueva Jiménez Lote 11 är platt. Runt Nueva Jiménez Lote 11 är det mycket glesbefolkat, med 3 invånare per kvadratkilometer. Närmaste större samhälle är Ciudad Constitución, 18,4 km söder om Nueva Jiménez Lote 11. Omgivningarna runt Nueva Jiménez Lote 11 är i huvudsak ett öppet busklandskap.